# グリハルバ川
グリハルバ川（グリハルバがわ、スペイン語: Río Grijalva）は、メキシコの南東部を流れる川である。全長は600km、流域面積は134,400km2である。川の名前は1518年に河口付近を訪れたコンキスタドールのフアン・デ・グリハルバに由来する。
チアパス高原に源を発し、トゥストラ・グティエレス付近のスミデロ峡谷を流れ、水力発電のために造られたマルパソダムによる人造湖のネサワルコヨトル湖に注ぐ。ネサワルコヨトル湖からは、おおよそチアパス州とタバスコ州の境界付近を北向きに流れる。その後流れは東向きに方向を変えてビヤエルモサを通過し、ウスマシンタ川を合わせフロンテラの北西10kmあたりでメキシコ湾に注ぐ。喫水の浅い船であれば、河口から上流に向かって100kmほど航行することが可能である。
中流部のスミデロ峡谷と河口付近のパンタノス・デ・セントラはラムサール条約登録地である。

## 支流
- ウスマシンタ川
  - サリナス川
  - パシオン川